# Andy Schmid
Andy Schmid (født 30. august 1983 i Horgen, Schweiz) er en schweizisk tidligere håndboldspiller som spillede for HC Kriens-Luzern og Schweiz' herrehåndboldlandshold. Han har tidligere spillet for Rhein-Neckar Löwen i Tyskland og Bjerringbro-Silkeborg Håndbold i Danmark. Han blev schweizisk landstræner i februar 2024.
Han har scoret 20. flest landsholdsmål nogensinde.
Han indstillede karrieren i februar 2024.